# Kevin Manning
Kevin Michael Manning (ur. 2 listopada 1933 w Coolah, zm. 15 lipca 2024) – australijski duchowny rzymskokatolicki, w latach 1991–1997 biskup Armidale, w latach 1997–2010 biskup Parramatty.

## Życiorys
Święcenia kapłańskie przyjął 20 grudnia 1961. Udzielił ich mu kardynał Grégoire-Pierre XV Agagianian, ówczesny prefekt Kongregacji Rozkrzewiania Wiary. Następnie został inkardynowany do diecezji Bathurst. 26 kwietnia 1991 papież Jan Paweł II mianował go biskupem diecezjalnym Armidale. Sakry udzielił mu 10 lipca 1991 kardynał Edward Bede Clancy, ówczesny arcybiskup metropolita Sydney. 10 lipca 1997 został przeniesiony na urząd biskupa Parramatty, zaś jego ingres do tamtejszej katedry odbył się 21 sierpnia 1997. W listopadzie 2008 osiągnął biskupi wiek emerytalny (75 lat), jednak papież Benedykt XVI przedłużył jego posługę o ponad rok, do 8 stycznia 2010. Od 30 grudnia 2010 do 1 grudnia 2012 był administratorem apostolskim diecezji Wilcannia-Forbes, pozostając jednocześnie biskupem seniorem Parramatty.